# Таранов, Феофан Фёдорович
Феофан Фёдорович Таранов — полный кавалер ордена Славы, командир миномётного отделения 837-го стрелкового полка (238-я стрелковая дивизия, 49-я армия, 2-й Белорусский фронт), сержант.

## Биография
Феофан Фёдорович Таранов родился в крестьянской семье в деревне Яндовы Семёновского уезда Нижегородской губернии (в настоящее время Семёновский городской округ Нижегородской области). В 1935 году окончил 4 класса школы, работал бригадиром в колхозе.
Летом 1942 года Семёновским райвоенкоматом был призван в ряды Красной армии, на фронтах Великой Отечественной войны с марта 1943 года. Воевал на Брянском, Белорусском, Западном и 2-м Белорусском фронтах.
Приказом по 837 стрелковому полку от 10 сентября 1943 года за мужество и героизм проявленные в боях против немецко-фашистских захватчиков рядовой Таранов был награждён медалью «За отвагу».
В период с 25 июня по 11 августа 1944 года в наступательных боях за город Могилёв и преодолении рек Днепр, Реста и Бася наводчик миномёта сержант Таранов огнём миномёта подавил 8 огневых точек противника, вывел из строя одно орудие прямой наводки, уничтожил 13 солдат противника. Приказом по 238-й стрелковой дивизии от 31 августа 1944 года он был награждён орденом Славы 3-й степени.
В боях в Восточной Пруссии за города Риббах и Бишофсбург (Бискупец в Варминьско-Мазурском воеводстве Польши) в период 28—30 января 1945 года расчётами миномётного отделения сержанта Таранова были уничтожены 5 огневых точек противника и до 20 солдат и офицеров противника. В бою 15 февраля 1945 года возле деревни Любенсталь в округе Кульм Таранов из личного оружия уничтожил 7 солдат противника. Приказом по 49-й армии от 13 марта 1945 года он был награждён орденом Славы 2-й степени.
При штурме города Данциг (Гданьск) 25—31 марта 1945 года сержант Таранов переправился через рукав Мёртвая Висла в дельте Вислы и огнём миномёта поддерживал форсирование реки подразделениями полка. При этом он уничтожил 2-х снайперов противника и нескольких солдат. 20 апреля 1945 года при форсировании реки Одер возле города Шведт Сержант Таранов в числе первых переправился через реку и огнём миномёта прикрывал форсирование реки основными силами полка, уничтожив нескольких солдат противника. Указом Президиума Верховного Совета СССР от 15 мая 1946 года он был награждён орденом Славы 1 степени.
Сержант Таранов демобилизовался в 1946 году. Вернулся на родину. Жил в городе Семёнов, работал прессовщиком на фабрике Хохломская роспись, за трудовые отличия  был награждён орденом Трудовой Славы 3-й степени.
В 1985 году в ознаменование 40-летия Победы он был награждён орденом Отечественной войны 1-й степени.
Скончался Феофан Фёдорович Таранов 17 августа 1987 года. Похоронен в Семёнове.

## Память
В городе Семёнов на Аллее Героев установлен его бюст.